# Poroconiochaeta
Poroconiochaeta är ett släkte av svampar. Poroconiochaeta ingår i familjen Coniochaetaceae, ordningen Coniochaetales, klassen Sordariomycetes, divisionen sporsäcksvampar och riket svampar.
|                 | Coniochaeta                                  |
|                 |                                              |
|                 | Barrina                                      |
|                 |                                              |
|                 | Lecythophora                                 |
|                 |                                              |
| Poroconiochaeta | \| \| Poroconiochaeta tetraspora \| \| \| \| |
|                 | \| \| Poroconiochaeta tetraspora \| \| \| \| |
|                 | Synaptospora                                 |
|                 |                                              |
|                 | Ascotrichella                                |
|                 |                                              |
|                 | Poroconiochaeta tetraspora                   |
|                 |                                              |

|  | Poroconiochaeta tetraspora |
|  |                            |